# Echinopsis oxygona
Echinopsis oxygona (Link) Zucc. ex Pfeiff. & Otto è una pianta succulenta della famiglia delle Cactacee.

## Distribuzione e habitat
Il suo areale è rappresentato dalle pianure del Gran Chaco e delle "pampas" settentrionali (Argentina settentrionale, Bolivia, Brasile meridionale estremo, Uruguay, Paraguay).

## Coltivazione
La sua coltivazione in vaso richiede un terriccio ben drenato, anche se rispetto ad altri generi di cactacee essa è meno sfavorita da una moderata componente argillosa (questa regola vale un po' per tutte le Echinopsis), purché le innaffiature vengano effettuate ad intervalli più lunghi. Come tutte le cactacee va esposta al sole. Se viene lasciata all'aperto durante l'inverno le innaffiature vanno sospese per tutta la stagione, a meno che il clima non sia particolarmente mite: è opinione comune che nei climi dell'Italia settentrionale l'ultima annaffiatura autunnale vada effettuata non oltre la metà di Novembre. Questa specie tollera modeste gelate, purché tenuta all'asciutto ed al riparo dalla neve. Se durante la buona stagione viene annaffiata più del necessario, essa produce numerosi polloni spesso già muniti di radichette.